# يسرائيل ديفيد وايس
يسرائيل ديفيد وايس (مواليد 1956) حاخام حريدي أمريكي والناطق الرسمي باسم أحد فروع جماعة ناتوري كارتا التي ترفض الصهيونية بكل أشكالها. وهو يعتقد أنه يجب على اليهود أن يعارضوا سلميًا وجود الدولة الإسرائيلية، حيث يقول: "أنه محظور علينا أن تكون لدينا دولة، حتى لو كانت في أرض مقفرة وغير مأهولة".

## نشاطه
يتحدث فايس في التجمعات والمؤتمرات في الولايات المتحدة وعلى المستوى الدولي، منتقدًا إسرائيل والصهيونية . وفي عام 2001، حضر المؤتمر العالمي لمكافحة العنصرية الذي نظمته الأمم المتحدة في ديربان، جنوب أفريقيا، كجزء من وفد اللجنة الإسلامية لحقوق الإنسان.
تعرض فايس لانتقادات في عام 2006 لمشاركته في المؤتمر الدولي لاستعراض الرؤية العالمية للهولوكوست، والذي يعتبر على نطاق واسع حدثًا يشجع على إنكار الهولوكوست على المستوى الدولي. ومن بين زملائه المتحدثين ديفيد دوك ، الزعيم السابق لـ كو كلوكس كلان، والعديد من منكري الهولوكوست ومعادي السامية المدانين من أوروبا.
في نوفمبر 2006، صرح فايس في احتجاج في مدينة نيويورك أن "الصهيونية هي في الأساس حركة هرطقة تنكر الأمر الإلهي بأن يبقى اليهود في المنفى حتى اليوم الذي سيتم فيه خلاص البشرية جمعاء بأعجوبة". وكرر ذلك في مؤتمر عام 2011 في لندن، داعيا إلى "تفكيك" إسرائيل، قائلا إنها "دولة صهيونية اختطفت اسم اليهودية".  كما حضر مؤتمر نظمه حزب الله في بيروت في 13 مارس 2018.

## روابط خارجية
- الموقع الرسمي لحركة ناتوري كارتا
- رسالة إلى الرئيس جورج بوش من يسرائيل ديفيد وايس
- مقابلة مع قناة المنار